# Schlechtsart
Schlechtsart is een gemeente in de Duitse deelstaat Thüringen, en maakt deel uit van de Landkreis Hildburghausen. Samen met zeven andere gemeenten vormt Schlechtsart de Verwaltungsgemeinschaft Heldburger Unterland.
Schlechtsart telt 165 inwoners.
Steden: Bad Colberg-Heldburg · Eisfeld · Hildburghausen · Römhild · Schleusingen · Themar · Ummerstadt

Verwaltungsgemeinschaften: Feldstein · Heldburger Unterland

Overige gemeenten: Ahlstädt · Auengrund · Beinerstadt · Bischofrod · Brünn/Thür. · Dingsleben · Ehrenberg · Eichenberg · Gompertshausen · Grimmelshausen · Grub · Hellingen · Henfstädt · Kloster Veßra · Lengfeld · Marisfeld · Masserberg · Oberstadt · Reurieth · Schlechtsart · Schleusegrund · Schmeheim · Schweickershausen · St. Bernhard · Straufhain · Veilsdorf · Westhausen